# Кастел Сант'Анджело
Кастѐл Сант'А̀нджело (на италиански: Castel Sant'Angelo) е село и община в Централна Италия, провинция Риети, регион Лацио. Разположено е на 581 m надморска височина. Населението на общината е 1303 души (към 2010 г.).